# Poligny (Sena i Marne)
Poligny és un municipi francès, situat al departament de Sena i Marne i a la regió de Illa de França. L'any 2007 tenia 813 habitants.
Forma part del cantó de Nemours, del districte de Fontainebleau i de la Comunitat de comunes Gâtinais-Val de Loing.

## Demografia

### Població
El 2007 la població de fet de Poligny era de 813 persones. Hi havia 328 famílies, de les quals 76 eren unipersonals (36 homes vivint sols i 40 dones vivint soles), 124 parelles sense fills, 112 parelles amb fills i 16 famílies monoparentals amb fills.
La població ha evolucionat segons el següent gràfic:
Habitants censats

### Habitatges
El 2007 hi havia 387 habitatges, 327 eren l'habitatge principal de la família, 27 eren segones residències i 33 estaven desocupats. 380 eren cases i 7 eren apartaments. Dels 327 habitatges principals, 302 estaven ocupats pels seus propietaris, 22 estaven llogats i ocupats pels llogaters i 3 estaven cedits a títol gratuït; 3 tenien una cambra, 6 en tenien dues, 31 en tenien tres, 99 en tenien quatre i 188 en tenien cinc o més. 291 habitatges disposaven pel capbaix d'una plaça de pàrquing. A 139 habitatges hi havia un automòbil i a 175 n'hi havia dos o més.

### Piràmide de població
La piràmide de població per edats i sexe el 2009 era:
| Homes | Edats   | Dones |
| ----- | ------- | ----- |
| 0     | 95 o +  | 0     |
| 0     | 90 a 94 | 4     |
| 0     | 85 a 89 | 4     |
| 4     | 80 a 84 | 8     |
| 8     | 75 a 79 | 20    |
| 16    | 70 a 74 | 16    |
| 16    | 65 a 69 | 28    |
| 36    | 60 a 64 | 32    |
| 24    | 55 a 59 | 12    |
| 36    | 50 a 54 | 40    |
| 24    | 45 a 49 | 36    |
| 40    | 40 a 44 | 16    |
| 36    | 35 a 39 | 40    |
| 20    | 30 a 34 | 36    |
| 24    | 25 a 29 | 24    |
| 8     | 20 a 24 | 20    |
| 20    | 15 a 19 | 16    |
| 28    | 10 a 14 | 28    |
| 36    | 5 a 9   | 28    |
| 12    | 0 a 4   | 16    |

## Economia
El 2007 la població en edat de treballar era de 535 persones, 374 eren actives i 161 eren inactives. De les 374 persones actives 347 estaven ocupades (189 homes i 158 dones) i 27 estaven aturades (9 homes i 18 dones). De les 161 persones inactives 69 estaven jubilades, 48 estaven estudiant i 44 estaven classificades com a «altres inactius».

### Ingressos
El 2009 a Poligny hi havia 337 unitats fiscals que integraven 822 persones, la mediana anual d'ingressos fiscals per persona era de 21.568 €.

### Activitats econòmiques
Dels 32 establiments que hi havia el 2007, 9 eren d'empreses de construcció, 6 d'empreses de comerç i reparació d'automòbils, 1 d'una empresa d'hostatgeria i restauració, 1 d'una empresa d'informació i comunicació, 2 d'empreses immobiliàries, 6 d'empreses de serveis, 3 d'entitats de l'administració pública i 4 d'empreses classificades com a «altres activitats de serveis».
Dels 12 establiments de servei als particulars que hi havia el 2009, 1 era un establiment de lloguer de cotxes, 4 paletes, 1 lampisteria, 3 electricistes, 1 empresa de construcció, 1 restaurant i 1 agència immobiliària.
L'any 2000 a Poligny hi havia 9 explotacions agrícoles que ocupaven un total de 635 hectàrees.

## Equipaments sanitaris i escolars
El 2009 hi havia una escola elemental.

## Poblacions més properes
El següent diagrama mostra les poblacions més properes.